# Garrincha Dischi
Garrincha Dischi è stata una casa discografica indipendente italiana, fondata da Matteo Costa Romagnoli a Bologna nel 2008.

## Storia
Nata nel 2008 grazie a Matteo Costa Romagnoli, viene definita nel 2019 da Rolling Stone Italia come una delle realtà indipendenti più solide del paese. Tra le band e i musicisti che ne costituiscono il catalogo: Lo Stato Sociale, L'Officina della Camomilla,  Management, Ex-Otago, Punkreas, Extraliscio, La Rappresentante di Lista.
Nel corso degli anni ha organizzato alcuni festival e pubblicato diversi mixtape, in particolare il più recente EP Garrincha Loves Chiapas, seguito da due concerti al quale hanno partecipato i principali gruppi dell'etichetta.
Tra gli artisti prodotti da Garrincha Dischi, Ex-Otago e Lo Stato Sociale in particolare, hanno oltrepassato la soglia delle 25 000 copie vendute con uno dei loro singoli, aggiudicandosi il disco d'oro.
Il 14 giugno 2023 viene a mancare il fondatore Matteo Costa Romagnoli.
Nel maggio 2024 nasce Garrincha 373, costola di Garrincha Dischi che prosegue l'attività dell'etichetta.

## Artisti
- 33 ore
- 4fioriperzoe
- Bachi da pietra
- Brace
- Cimini
- COSTA!
- España Circo Este
- Extraliscio
- Ex-Otago
- Frisino
- Gazebo Penguins
- I Botanici
- I Camillas
- Io e la tigre
- Keaton
- Jocelyn Pulsar
- L'Officina della Camomilla
- La Rappresentante di Lista
- L’orso
- LE-LI
- Lo Stato Sociale
- Magellano
- Management
- ManzOni
- Nel dubbio
- Nicolò Carnesi
- Pierpaolo Capovilla e i Cattivi Maestri
- Punkreas
- Gregorio Sanchez
- Teppa Bros
- Teta Mona
- The Bluebeaters
- Verano
- X-Marillas